# Sanningen om Sommerlath
Sanningen om Sommerlath är ett granskande tv-program om Silvia Sommerlaths släkt. Programmet är en del av den granskande programserien Kalla fakta och vann tv-priset Kristallen 2011 för bästa granskning. Dokumentärversionen av granskningen, A Royal Nazi Secret, erhöll förstapriset World Gold Medal vid New York Festivals prisutdelning 2012 i Las Vegas, USA. Granskningen nominerades även till Stora Journalistpriset 2011.